# Juan Emilio Mojica
Pour les articles homonymes, voir Mojica.
Juan Emilio Mojica – surnommé Yuyo – est un entraîneur dominicain de football, né le 30 avril 1962.
Son fils, Yosimar Mojica, est international dominicain.

## Biographie

### Carrière d'entraîneur
Sélectionneur de l'équipe de République dominicaine de football à trois reprises, il débute sur le banc des Quisqueyanos en 2000, à l'occasion des qualifications pour la Coupe du monde 2002 (4 matchs disputés, 2 victoires face à Montserrat puis 2 défaites face à Trinité-et-Tobago). Il les dirige aussi lors des Jeux d'Amérique centrale et des Caraïbes 2002 au Salvador (2 matchs disputés, élimination au 1er tour).
En 2004, il est l'adjoint du sélectionneur cubain William Bennett Barracks durant les éliminatoires de la Coupe du monde 2006 avant de redevenir sélectionneur en 2008 lors des éliminatoires de la Coupe du monde 2010 (défaite face à Porto Rico). 
Il est rappelé d'urgence en mai 2015 pour assurer l'intérim à la suite de la démission de l'entraîneur colombien José Eugenio Hernández mais il ne peut empêcher l'élimination de son pays aux mains du Belize dans le cadre du 2e tour préliminaire des qualifications à la Coupe du monde 2018.